# Aaron McKie
Aaron Fitzgerald McKie (ur. 2 października 1972 w Filadelfii) – amerykański koszykarz, obrońca, laureat nagrody dla najlepszego rezerwowego sezonu, trener.

## Osiągnięcia
NCAA
- Uczestnik rozgrywek:
  - Elite 8 turnieju NCAA (1993)
  - II rundy turnieju NCAA (1993, 1994)
  - turnieju NCAA (1992–1994)
- Laureat nagrody – Robert V. Geasey Trophy (1993)[2]
- Zawodnik Roku Konferencji A–10 (1993)[2]

NBA
- Finalista NBA (2001)[3]
- Najlepszy rezerwowy sezonu (2001)[1]